# Élő rovás szaktanácskozás

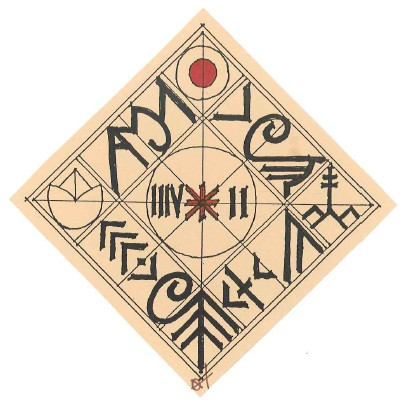
Az Élő Rovás tanácskozás rovásos emblémája (tervezte: Dittler Ferenc)

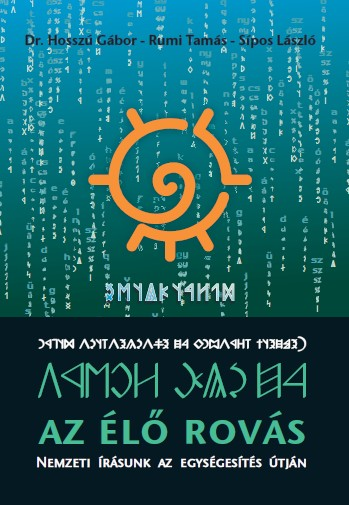
A tanácskozás könyve: Az Élő Rovás

Az Élő rovás szaktanácskozás a székely-magyar rovásírók közösségének gödöllői találkozója volt 2008. október 4-én. Fő célja az volt, hogy a számítástechnika világába is bevezesse a magyar népnek ezt az írásformáját.
A székely-magyar rovást értők, kedvelők évről évre gyarapodó tábora ekkorra százezres nagyságrendűvé vált[forrás?], ami szükségszerűvé tette ezen írásforma korszerű alkalmazási feltételeinek megteremtését. Ennek a folyamatnak részei a formai egységesítés, az írásszabályok korszerűsítése, valamint a műszaki szabványosítás, melyet a rovásírók közösségi alkotás keretében valósítanak meg – ahogyan tették azt őseik is az írás megőrzése és fejlesztése során.

## A tanácskozás céljai, témakörei
- A rovással foglalkozó szakmai körök ismerkedése
- A jelenkori rovásírás gyakorlati kérdéseinek megvitatása
- A rovás informatikai szabványosításának elősegítése
- Szakmai és érdekképviselet megalapozása
- Forrai Sándor Emlékkiállítás

## Résztvevők
A szaktanácskozáson 59-en vettek részt, 40-en küldtek támogató levelet, illetve szakmai hozzászólásokat (akik nem tudtak személyesen részt venni a tanácskozáson).
A résztvevők Magyarországról, Romániából, Szlovákiából, Németországból, Japánból, az Amerikai Egyesült Államokból érkeztek, illetve küldtek szakmai hozzászólásokat.
Előadók: Dittler Ferenc, Fekete Zsombor, Fűr Zoltán, Hódos László, Dr. Hosszú Gábor, Joóné Virág Erzsébet, Libisch Győző, Markolt Sebestyén, Nagy Hajnalka, Rumi Tamás, Sípos László, Sólyom Ferenc, Szakács Gábor, Szakácsné Friedrich Klára, Tisza András, Vér Sándor.
A tanácskozás emblémapályázatára 29 pályamű érkezett.

## Program
A tanácskozást Dr. Gémesi György, Gödöllő város polgármestere nyitotta meg.
A tanácskozási jogú meghívottak a rovásírást gyakorlók köréből kerültek ki. A tanácskozáson a délelőtti előadások és a csoportvezetők vitaindító bemutatkozása után a résztvevők csoportokban folytatták a munkát. A délutáni csoportos munka eredményeként a tanácskozáson a csoportvezetők értékelték a közös munkát.
Előadás: a rovásírás múltja, jelene és jövője; a rovásírás Unicode szabványtervezete
1. munkacsoport: Betűépítmények
2. munkacsoport: Idegen nevek átírása, a Q, W, Y, X, DZS, DZ betűk
3. munkacsoport: Hasonló magánhangzók, hasonló jelek: ő, ű betűk
4. munkacsoport: Bogárjelek és a k betű használata 
5. munkacsoport: Történeti emlékek igazolása 
6. munkacsoport: Egyéb írásjegyek, számok, központozás, írásirány
Gyakorlat: számítógépes bemutató

## Határozatok
- Névhasználati határozat: A tanácskozás résztvevői elfogadták a "székely-magyar rovás" elnevezést a "magyar-székely rovás" névvel szemben és egyetértettek abban, hogy a székely-magyar rovás sohasem halt ki és jelenleg is egy napi használatban lévő írás.
- Szabványjavaslat: A tanácskozás résztvevői határozatban támogatták a székely-magyar rovásnak az Unicode szabványosítás számára Dr. Hosszú Gábor által készített és az Élő Rovás Tanácskozáson bemutatott szabványtervezetét (N3527) az „x” karakter módosításával.

## Névhasználat
Az "Élő rovás szaktanácskozás" névhasználati határozatával összhangban az idegen nyelveken történő elnevezések egységesítése is megindult. Ennek célja a rovással kapcsolatos rendszertelen és szakmailag téves terminológia helyretétele. A határozatban szereplő "székely-magyar rovás" kifejezés pontos fordításai:
- angolul:　Szekely-Hungarian Rovas
- japánul:　せーケイ・ハンガリー式ロヴァーシュ
- németül:　Szekler-Ungarisches Rovas
- oroszul: Секейско-венгерская письменность «роваш»
- románul: Rovas Secui-Maghiar
- szlovákul: Sikulsko–maďarské písmo rováš
- ukránul: Секейсько-угорська писемність «роваш»